# Bagarre entre des paysans et un pèlerin
Bagarre entre des paysans et un pèlerin (en néerlandais : Boeren en een pelgrim in gevecht) est un tableau du peintre flamand de la Renaissance Martin van Cleve. Il est conservé au Musée national de Wrocław.

## Description
Le tableau est dans des tons gris et bruns, avec du blanc sur les étendues de neige et des taches noires dans le tourbillon des personnages.
Il représente un village plongé dans une ambiance hivernale. Au premier plan, sur la route qui traverse la partie droite la composition, un combat se déroule entre des pèlerins et des paysans. Des passants sont entraînés dans la bagarre. Les pèlerins se reconnaissent aux coquillages cousus sur leurs vêtements. La partie supérieure du tableau est occupée par une haute église. Dans la partie droite de la composition se trouve une scène où un soldat à cheval rassemble des pauvres autour de lui ; plusieurs d'entre eux se précipitent vers lui.

## Interprétations
Cette dernière scène suggère une interprétation différente des événements présentés et change de sujet : le tableau pourrait représenter une des aventures de saint Martin, qui, avant de devenir évêque à Tours en 370, servit avec saint Hilaire à Poitiers, d'où il partit en Italie pour convertir ses parents. En chemin, il fut attaqué par des voleurs et ne survécut que miraculeusement, sauvé par l'un de ses agresseurs. La scène du soldat à cheval ferait alors référence à sa bonne action la plus célèbre, à savoir partager son manteau et son argent avec les pauvres devant les portes de la ville d'Amiens.
La troisième interprétation est indirectement liée à saint Martin, et plus précisément avec la fête de Saint-Martin, célébrée dans les pays romains et en Flandre le 11 novembre, jour du début de l'hiver. À cette époque, des foires, des animations diverses, des fêtes de « l'oie de Saint-Martin » et des dégustations de « vin de Saint-Martin » étaient organisées. Peut-être que le tableau représente l'une des nombreuses bagarres qui ont éclaté après avoir bu ce « vin de Martin ». L'argument en faveur de cette interprétation repose sur d'autres ouvrages bien connus de cette période, notamment Pierre Brueghel et son tableau Le Vin de la Saint-Martin.

## Attribution
Le tableau n'est pas signé. La paternité de Marten van Cleve a été attribuée par l'historienne de l'art Bożena Steinborn (pl), conservatrice du Musée national de Wrocław, en 1971. Elle s'appuie sur de nombreuses similitudes avec d'autres œuvres de cet artiste. Le thème de l'indulgence de saint Martin a été abordé par Cleve au moins trois fois et tous ont des traits communs. Une grande similitude de composition peut être observée dans un autre tableau de l'artiste intitulé Un combat entre soldats et paysans, où les proportions dans la structure des personnages et leurs relations mutuelles sont préservées. Dans le tableau La Foire au village, on retrouve une perspective similaire de l'espace villageois, marqué par des cabanes pittoresques couvertes de neige ; dans Jeux d'enfants, il y a une architecture similaire d'une église entourée d'un mur et d'une porte similaire.

## Influence
Le tableau Bagarre entre des paysans et un pèlerin aurait pu inspirer d'autres artistes : on connaît deux tableaux avec une composition identique. Le premier, Saint Martin et le combat des mendiants, se trouve dans une collection privée en Belgique et sa paternité est attribuée à un artiste de l'atelier de Sébastien Vrancx. Le deuxième tableau fut vendu aux enchères en 1953 au Palais des Beaux-Arts de Bruxelles et fut alors attribué à Marten van Cleve. L'historien de l'art Joost Vander Auwera, expert de l'œuvre de Sebastian Vrancx, considère le tableau de Wrocław comme une des premières œuvres de Vrancx susmentionné datant de 1608, et sa thèse est soutenue par des similitudes avec la série de peintures signées Quatre Saisons de la même période.

## Conservation
Le tableau a été peint sur trois planches de chêne disposées horizontalement. Avant son arrivée au musée de Wrocław, la toile était divisée en deux parties et il manquait le coin horizontal. En 1971, des travaux de conservation ont été effectués, remplaçant le défaut par une cale en chêne de couleur neutre (visible sur le tableau), une structure de cadre spéciale a été réalisée et le vernis a été remplacé.

## Provenance
Le tableau a été acheté par le Musée national de Wrocław en 1971 à Weronika Pawełko, dont le mari Mieczysław avait acheté le tableau en 1945 aux soldats de l'armée soviétique stationnés à Bydgoszcz.